# 中庸 (ギリシア哲学)
中庸（ちゅうよう）とは倫理学（特にアリストテレスのそれ）において、徳の一つ。
『ニコマコス倫理学』のなかで、アリストテレスは人間の行為や感情における超過と不足を調整する徳としてメソテース（中間にあること）を挙げた。メソテースとは古代ギリシャ語で「μεσοτης（古代ギリシア語ラテン翻字: mesotēs）」であるが、英語では「Golden Mean（又はHappy Mean）」と言う。日本語訳ではこれに中庸という儒教用語をあてた。例えば、勇気は蛮勇や臆病の中間的な状態である時はじめて徳として現れる。アリストテレスによれば、この両極端の中間を知る徳性が思慮（フロネシス、実践知）である。
なお、ここで言う中間とは必ずしも2つのもののちょうど真ん中という訳ではなく、どちらかに寄っている場合もある。例えば、例にあげた勇気では臆病よりも少し蛮勇の方に傾いていると考えられるのが一般的である。